# Matteo Ravnikar
Matteo Ravnikar (o Matteo Raunicher, in sloveno Matevž Ravnikar, riportato anche come Matevsh Ravnikar, Matej Ravnikar o Matthseus Raunicher, in tedesco Matthäus Raunicher; Vače, insediamento di Litija, 20 settembre 1776 – Trieste, 20 novembre 1845) è stato un vescovo cattolico, educatore e scrittore sloveno, noto per il suo contributo allo sviluppo della lingua e cultura slovena.

## Biografia
Nato in una famiglia dedita all'agricoltura e alla sartoria, Ravnikar si distinse fin da giovane per la sua intelligenza e determinazione. Dopo aver completato il ginnasio a Lubiana, nel 1802 ultimò gli studi in teologia e fu immediatamente nominato professore di dogmatica presso il seminario di Lubiana, dove ricoprì anche il ruolo di rettore fino al 1823. A partire dal 1805, insegnò anche religione al liceo di Lubiana. Durante l'occupazione francese, con l'instaurazione delle Province Illiriche, fu cancelliere della nuova scuola centrale (1810-1813) e successivamente direttore degli studi filosofici e rettore del liceo .
Ravnikar fu un attivo sostenitore della creazione di una cattedra di lingua slovena presso l'Accademia teologica di Lubiana nel 1815, un'iniziativa che realizzò grazie al sostegno di Sigmund Zois e Jernej Kopitar. Questo evento segnò l'inizio di un'organizzazione sistematica per la cura della lingua slovena. L'imperatore d'Austria Francesco I lo nominò vescovo delle diocesi riunite di Trieste e Capodistria il 18 settembre 1830; il 30 settembre 1831 la nomina fu confermata da papa Gregorio XVI e Ravnikar venne consacrato il successivo 18 dicembre dal principe vescovo di Lubiana Anton Aloys Wolf. Si distinse come risvegliatore della coscienza nazionale e sostenitore della lingua slovena .
Partecipò a un'importante iniziativa per la traduzione della Bibbia in sloveno, traducendo il Pentateuco dall'ebraico e contribuendo alla traduzione dei Salmi. Il suo lavoro includeva anche il Kerščanski katoliški navuk (Catechismo cristiano cattolico), pubblicato nel 1822, noto per le sue definizioni chiare e incisive. La sua opera più famosa è il Zgodbe svetiga pisma za mlade ljudi (Storie della Sacra Scrittura per i giovani), pubblicato tra il 1815 e il 1818, che gli valse il titolo di "padre della prosa slovena".
Ravnikar era noto per la sua influenza tra gli scrittori religiosi in Carniola, e il suo approccio alla grammatica suscitò critiche da parte di poeti come France Prešeren, il quale commentò sarcasticamente il suo stile, dicendo: «Hai denazionalizzato la lingua dei nostri montanari, e per questo sei responsabile se il contadino bestemmia mentre legge la preghiera» . Nonostante ciò, Ravnikar fu descritto da Jernej Kopitar come l'uomo che la letteratura carniolana non aveva mai avuto prima, per la sua capacità di esprimere la lingua slovena con grande chiarezza e precisione.
Morì il 20 novembre 1845. Prima della sua morte, istituì un fondo per sei borse di studio destinate a giovani studenti, con priorità per i suoi compaesani di Vače.

## Genealogia episcopale
La genealogia episcopale è:
- Cardinale Scipione Rebiba
- Cardinale Giulio Antonio Santori
- Cardinale Girolamo Bernerio, O.P.
- Arcivescovo Galeazzo Sanvitale
- Cardinale Ludovico Ludovisi
- Cardinale Luigi Caetani
- Cardinale Ulderico Carpegna
- Cardinale Paluzzo Paluzzi Altieri degli Albertoni
- Cardinale Flavio Chigi
- Papa Clemente XII
- Cardinale Giovanni Antonio Guadagni, O.C.D.
- Cardinale Cristoforo Migazzi
- Vescovo Michael Léopold Brigido
- Arcivescovo Sigismund Anton von Hohenwart, S.I.
- Arcivescovo Augustin Johann Joseph Gruber
- Arcivescovo Joseph Walland
- Vescovo Anton Alojzij Wolf
- Vescovo Matteo Ravnikar